# Fengxian

Fengxian

Fengxian (奉贤区 Fèngxián Qū) ist ein Stadtbezirk der chinesischen regierungsunmittelbaren Stadt Shanghai. Er hat 1.140.872 Einwohner (Stand: Zensus 2020) auf einer Fläche von 805,4 Quadratkilometern. Die Bevölkerungsdichte beträgt 1.417 Einwohner pro Quadratkilometer.
Fengxian ist einer der beiden südlichsten Bezirke Shanghais. Er grenzt direkt ans Meer und an die Bucht von Hangzhou.
2001 ist Fengxian, ursprünglich ein Kreis, in den heutigen Stadtbezirk umgewandelt worden.
In der Großgemeinde Nanqiao befindet sich der Guhua-Park mit dem „Sannü-Tempel“ (Drei-Frauen-Tempel), der an die drei Töchter des Wu-Königs während der Zeit der Streitenden Reiche erinnert, die sich lieber erhängten als von den Soldaten des Königs von Yue gefangen genommen zu werden.

## Administrative Gliederung
Auf Gemeindeebene setzt sich Fengxian aus acht Großgemeinden zusammen. Diese sind:
| Großgemeinde Nanqiao (南桥镇), Regierungssitz des Stadtbezirks; Großgemeinde Fengcheng (奉城镇); Großgemeinde Haiwan (海湾镇); Großgemeinde Jinhui (金汇镇); | Großgemeinde Qingcun (青村镇); Großgemeinde Situan (四团镇); Großgemeinde Zhelin (柘林镇); Großgemeinde Zhuanghang (庄行镇). |